# Norman Dodds
Norman Noel Dodds (Dunston-on-Tyne, 25 december 1903 - 22 augustus 1965) was een Brits Labour-Co-operative politicus.
In de Britse verkiezingen voor het Lagerhuis in februari 1950 en oktober 1951 voerde Dodds campagne voor de veilige Labour-zetel in het kiesdistrict Dartford. Zijn tegenstander daar was de toentertijd jongste en tevens enige vrouwelijke kandidaat, de latere Brits premier Margaret Thatcher.
Beide keren won Norman Dodds. Wel ging zijn meerderheid in beide gevallen achteruit, in februari 1950 met 6.000 en in oktober 1951 nogmaals met 1.000 stemmen.